# Lacul Ohrida
Lacul Ohrid (limba macedoneană: Охридско Езеро, Ohridsko Ezero; limba albaneză: Liqeni i Ohrit sau Liqeni i Pogradecit) traversează granița muntoasă dintre sud-vestul Macedoniei și estul Albaniei. Este unul dintre cele mai vechi și mai adânci lacuri din Europa, găzduind un ecosistem acvatic unic, cu peste 200 de specii endemice. Lacul a fost declarat în anul 1979 parte din Patrimoniul Mondial UNESCO.
Lacul Ohrida, în antichitate Lacus Lychnitis (în greacă: Λυχνίτις), ale cărei ape albastre și extrem de transparente din antichitate au dat lacului numele său grecesc; încă se mai numea așa (Lychnitis) ocazional și în Evul Mediu. Existența vechiului oraș locuit de enchelei, Lychnidos, este legată de mitul grec al prințului fenician Cadmus care, alungat din Teba, în Boeotia, a fugit la enchelei unde ar fi fondat orașul Lychnidos pe țărmurile lacului modern Ohrida.